# Banpei
 (août 2019).
Si vous disposez d'ouvrages ou d'articles de référence ou si vous connaissez des sites web de qualité traitant du thème abordé ici, merci de compléter l'article en donnant les références utiles à sa vérifiabilité et en les liant à la section « Notes et références ».
Banpei (ばんぺい) est un mot, ainsi qu'un prénom japonais masculin peu fréquent.

## Étymologie
Le mot banpei peut signifier « sentinelle » ou « garde » (番兵) et, par extension à l'informatique, une valeur sentinelle.
En tant que prénom, il peut s'écrire 伴平 (« accompagner » ou « plat/commun »).

## Dans les œuvres de fiction
- Banpei (de son complet Banpei RX, Pépé ou Petit Pierrot, en version française) est un androïde dans le manga et l'anime Ah! My Goddess.
- Banpei Kohayagawa est un personnage du film Dernier caprice de Yasujirô Ozu.